# بورسیت
بورسیت (به انگلیسی: Bursitis) یعنی التهاب بورس به هر علتی. بورس‌ها، کیسه‌های حاوی مایع سینوویال هستند که در اطراف مفاصل وجود دارند و باعث کاهش اصطکاک ساختمان‌های مجاور خود می‌شوند. یک بورس ممکن است بین دو ماهیچه یا تاندون ماهیچه با یک بخش استخوانی یا میان پوست و استخوان قرارگیرد. التهاب بورس باعث افزایش مایع سینوویال آن می‌گردد و هرچه میزان مایع بیشتر گردد، درد و حساسیت نیز افزایش می‌یابد. خون‌ریزی به داخل بورس به عنوان ناتوان‌کننده‌ترین نوع بورسیت شناخته می‌شود. در این موارد، احتمال عفونت بورس وجود دارد. 

## علل آسیب
عواملی که ممکن است در ایجاد بورسیت نقش داشته باشند عبارتنداز:
- ضربه مستقیم
- فشار بیش از حد یا نیروهای ممتد به ناحیه
- استفاده بیش از حد [۲] از ساختمان‌های مجاور بورس
- تاندونیت در نواحی مربوط
- گاهی به علت یک بیماری روماتیسمی همانند آرتریت روماتویید
- گاهی به دلیل وجود زوائد استخوانی غیرطبیعی

## مواردی از بورسیت‌ها
بعضی از بورس‌هایی که احتمال درگیری آن‌ها بیشتر است عبارتنداز:
- بورس زیر اخرمی (بورس ساب آکرومیال) در شانه
- بورس آرنج (بورس اوله کرانون) در آرنج که بین پوست و زائده اوله کرانون استخوان اولنا قرارمی گیرد.
- بورس تروکانتری (بورس تروکانتریک) و ایسکیال در اطراف مفصل ران
- بورس‌های زانو
  - بورس جلوی کشککی (بورس پره پاتلار) که بین پوست و استخوان کشکک قرارمی گیرد.
  - بورس پشت زانو که بورس نیم غشایی (بورس سمی ممبرانوسوس) نام دارد. به التهاب بورس اخیر، کیست بیکر می‌گویند. کیست بیکر ممکن است بر اثر فتق پرده سینوویال نیز ایجاد گردد.
  - بورس زیر کشککی سطحی یا عمقی (اینفراپاتلار سطحی یا عمقی)

## علایم و نشانه‌ها
برخی از علایم و نشانه‌های بورسیت شامل موارد زیر است:
- درد و تورم در ناحیه آسیب. درد ناحیه ضایعه به هنگام استراحت نیز توسط فرد گزارش می‌شود.
- کاهش دامنه حرکتی (ROM) مفصل
- حرکات غیرفعال [۳] ممکن است باعث ایجاد درد شوند.
- حساسیت به هنگام لمس

## درمان
به‌طورکلی درمان بورسیت عبارتنداز:
- استراحت
- کنترل فعالیت‌هایی که باعث تشدید درد می گردند
- استفاده از یخ
- فیزیوتراپی
- درمان پزشکی
  - تجویز داروهای ضد التهابی
  - تخلیه مایع
  - تزریق در ناحیه
  - جراحی جهت بیرون آوردن بورس (درصورت عدم درمان‌های فوق)

در موارد بورسیت عفونی درمان شامل:
- دارودرمانی
- تخلیه (درناژ) بورس
- بیرون آوردن بورس درصورت عدم درمان‌های دیگر